# Properigea
Properigea là một chi bướm đêm thuộc họ Noctuidae.

## Loài
- Properigea albimacula (Barnes & McDunnough, 1912)
- Properigea continens (H. Edwards, 1885)
- Properigea costa (Barnes & Benjamin, 1923)
- Properigea loculosa (Grote, 1881)
- Properigea mephisto (Blanchard, 1968)
- Properigea niveirena (Harvey, 1876)
- Properigea perolivalis (Barnes & McDunnough, 1912)
- Properigea seitzi (Barnes & Benjamin, 1926)
- Properigea suffusa (Barnes & McDunnough, 1912)
- Properigea tapeta (Smith, 1900)